# Sentiment (Rhys Marsh)
Sentiment is een studioalbum van Rhys Marsh. Hij nam dit eerste soloalbum van hem in zijn eentje op in zijn eigen Autumnsongs geluidsstudio te Oslo. Gedurende de tijd dat hij het album opnam, werkte hij ook nog aan Kaukasus I. De progressieve rock is somber door de mix van gitaar en mellotron dan wel andere toetsinstrumenten. Via downloadkanalen verschenen The seventh face en The last november op single.

## Musici
- Rhys Marsh – alle muziekinstrumenten

## Muziek
| Nr. | Titel                           | Duur |
| --- | ------------------------------- | ---- |
| 1.  | Calling in the night            | 3:25 |
| 2.  | Burn the brightest day          | 3:19 |
| 3.  | Pictures of ashes               | 3:50 |
| 4.  | The seventh face                | 4:49 |
| 5.  | The ghost ship                  | 6:11 |
| 6.  | In the sand                     | 3:49 |
| 7.  | Last november                   | 5:07 |
| 8.  | Silver light and blackened eyes | 5:30 |
| 9.  | Give me (what you need)         | 5:23 |